# Ligne Tsugaru Railway
La ligne Tsugaru Railway (津軽鉄道線, Tsugaru Tetsudō-sen) est l'unique ligne ferroviaire de la compagnie Tsugaru Railway située dans la préfecture d'Aomori au Japon. Elle relie la gare de Tsugaru-Goshogawara à celle de Tsugaru-Nakasato.

## Histoire
La ligne est ouverte le 15 juillet 1930 entre Goshogawara et Kanagi, et complétée le 13 novembre 1930.

## Caractéristiques

### Ligne
- longueur :  20,7 km
- écartement des voies : 1 067 mm
- nombre de voies : voie unique

### Liste des gares
| Gare                | Nom japonais | Distance (km) | Correspondances | Localisation |
| ------------------- | ------------ | ------------- | --------------- | ------------ |
| Tsugaru-Goshogawara | 津軽五所川原 | 0             | JR East : Gonō  | Goshogawara  |
| Togawa (ja)         | 十川         | 1,3           |                 | Goshogawara  |
| Gonōkōmae           | 五農校前     | 3,2           |                 | Goshogawara  |
| Tsugaru-Iizume      | 津軽飯詰     | 4,2           |                 | Goshogawara  |
| Bishamon            | 毘沙門       | 7,4           |                 | Goshogawara  |
| Kase                | 嘉瀬         | 10,1          |                 | Goshogawara  |
| Kanagi              | 金木         | 12,8          |                 | Goshogawara  |
| Ashino-Kōen         | 芦野公園     | 14,3          |                 | Goshogawara  |
| Kawakura            | 川倉         | 16,0          |                 | Goshogawara  |
| Ōzawanai            | 大沢内       | 17,7          |                 | Nakadomari   |
| Fukōda              | 深郷田       | 19,0          |                 | Nakadomari   |
| Tsugaru-Nakasato    | 津軽中里     | 20,7          |                 | Nakadomari   |